# آگکو
آگکو، (به انگلیسی: AGCO Corporation) شرکت صنایع سنگین آمریکایی مستقر در دولوث، جورجیا است، که در زمینه طراحی و ساخت ماشین‌آلات کشاورزی، موتورهای دیزل، دیزل‌ژنراتورها و ارائه خدمات مهندسی کشاورزی، فعالیت می‌نماید.
این شرکت در سال ۱۹۹۰ تأسیس شده‌است. از شرکت‌های تابعۀ آن می‌توان به مسی‌فرگوسن، لوردا، والترا و فندت اشاره نمود.